# Endeavour (televisieserie)
Endeavour, in Nederland ook bekend als Endeavour Morse, is een Britse detective/politieserie, gemaakt door ITV in de jaren 2012-2023 met in de hoofdrol Shaun Evans als de jonge rechercheur Morse. De verhalen spelen zich af in de Britse universiteitsstad Oxford.

## Serie
De serie is een prequel van de succesvolle televisieserie Inspector Morse uit de jaren 1987-2000, waarin John Thaw de hoofdrol speelde van de oudere Morse, wiens zeldzame voornaam Endeavour (Engels voor 'poging', 'moeite', 'inspanning') slechts eenmaal, op een laat moment in de serie, werd onthuld. Morse dankt zijn voornaam aan de HMS Endeavour uit 1768, het eerste schip van de ontdekkingsreiziger James Cook.
De pilot van Endeavour werd op 2 januari 2012 uitgezonden. Hierna volgden vier seizoenen van elk vier afleveringen, een vijfde van zes en een zesde van vier, waarna het zevende (uit 2020), achtste (uit 2021) en negende seizoen (uit 2023) uit elk drie afleveringen bestonden. In laatstgenoemd seizoen is Morse al flink verslaafd aan de alcohol, zoals ook in Inspector Morse.
De plots zijn niet meer gebaseerd op die uit de boeken van Colin Dexter (1930-2017), zoals bij Inspector Morse, maar wel sommige personages. Net als in die serie (en de spin-off Lewis) had Dexter een cameo in enkele vroege afleveringen van Endeavour. Ook net als bij die series werd de filmmuziek voor Endeavour gemaakt door de Australisch-Britse componist Barrington Pheloung (1954-2019).
In Vlaanderen zond Canvas de eerste serie uit vanaf zaterdag 25 mei 2013; in Nederland deed de KRO dat woensdag 29 mei 2013.

## Plot
De start van Endeavour speelt zich af in 1965, wanneer Endeavour Morse (gespeeld door Shaun Evans) vroegtijdig stopt met zijn studie aan de Universiteit van Oxford. Morse gaat bij de politie werken, maar omdat hij moeite heeft met het handhaven van de wet besluit hij zijn ontslag in te dienen. Zijn baas, inspecteur Thursday (hoofdrol van Roger Allam) ziet echter wel wat in de jonge Morse en neemt hem onder zijn hoede. Samen met andere rechercheurs krijgt Morse de opdracht om samen te werken met de politie van Oxford aan een zaak over de vermissing van een 15-jarig meisje. De in de serie Inspector Morse optredende commissaris Strange is hier nog een jonge collega van Morse en wordt gespeeld door Sean Rigby. De serie eindigt met seizoen 9 in 1972, 15 jaar voorafgaand aan de eerste aflevering van Inspector Morse.

## Rolverdeling
| Personage                       | Acteur/actrice   | Opmerking                                            |
| ------------------------------- | ---------------- | ---------------------------------------------------- |
| detective Endeavour Morse       | Shaun Evans      |                                                      |
| detective Fred Thursday         | Roger Allam      |                                                      |
| detective Peter Jakes           | Jack Laskey      |                                                      |
| patholoog Max DeBryn            | James Bradshaw   |                                                      |
| Jim Strange                     | Sean Rigby       | als agent (later rechercheur)                        |
| hoofdinspecteur Reginald Bright | Anton Lesser     |                                                      |
| journaliste Dorothea Frazil     | Abigail Thaw     | (de dochter van John Thaw, de oorspronkelijke Morse) |
| Joan Thursday                   | Sara Vickers     |                                                      |
| Sam Thursday                    | Jack Bannon      |                                                      |
| Win Thursday                    | Caroline O'Neill |                                                      |

## Afleveringen
| Nr. van de aflevering | Titel van de episode | Datum van de Engelse uitzending | Datum van de Vlaamse uitzending | Datum van de Nederlandse uitzending |
| --------------------- | -------------------- | ------------------------------- | ------------------------------- | ----------------------------------- |
| 0.1                   | Endeavour (pilot)    | 2 januari 2012                  | 25 mei 2013                     | 29 mei 2013                         |
| 1.1                   | Girl                 | 14 april 2013                   | 1 juni 2013                     | 5 juni 2013                         |
| 1.2                   | Fugue                | 21 april 2013                   | 8 juni 2013                     | 12 juni 2013                        |
| 1.3                   | Rocket               | 28 april 2013                   | 15 juni 2013                    | 19 juni 2013                        |
| 1.4                   | Home                 | 5 mei 2013                      | 22 juni 2013                    | 26 juni 2013                        |
| 2.1                   | Trove                | 30 maart 2014                   | 4 december 2015                 | 1 februari 2017                     |
| 2.2                   | Nocturne             | 6 april 2014                    | 11 december 2015                | 8 februari 2017                     |
| 2.3                   | Sway                 | 13 april 2014                   | 18 december 2015                | 15 februari 2017                    |
| 2.4                   | Neverland            | 20 april 2014                   | 8 januari 2016                  | 22 februari 2017                    |
| 3.1                   | Ride                 | 3 januari 2016                  | 14 april 2017                   | 12 april 2017                       |
| 3.2                   | Arcadia              | 10 januari 2016                 | 21 april 2017                   | 19 april 2017                       |
| 3.3                   | Prey                 | 17 januari 2016                 | 28 april 2017                   | 27 april 2017                       |
| 3.4                   | Coda                 | 24 januari 2016                 | 5 mei 2017                      | 3 mei 2017                          |
| 4.1                   | Game                 | 8 januari 2017                  | 8 december 2017                 | 28 maart 2018                       |
| 4.2                   | Canticle             | 15 januari 2017                 | 15 december 2017                | 4 april 2018                        |
| 4.3                   | Lazaretto            | 22 januari 2017                 | 22 december 2017                | 11 april 2018                       |
| 4.4                   | Harvest              | 29 januari 2017                 | 29 december 2017                | 2 mei 2018                          |
| 5.1                   | Muse                 | 4 februari 2018                 | 30 maart 2018                   | 6 februari 2019                     |
| 5.2                   | Cartouche            | 11 februari 2018                | 6 april 2018                    | 13 februari 2019                    |
| 5.3                   | Passenger            | 18 februari 2018                | 13 april 2018                   | 20 februari 2019                    |
| 5.4                   | Colours              | 25 februari 2018                | 20 april 2018                   | 27 februari 2019                    |
| 5.5                   | Quartet              | 4 maart 2018                    | 27 april 2018                   | 6 maart 2019                        |
| 5.6                   | Icarus               | 11 maart 2018                   | 4 mei 2018                      | 13 maart 2019                       |
| 6.1                   | Pylon                | 10 februari 2019                | 15 maart 2019                   | 12 juni 2019                        |
| 6.2                   | Apollo               | 17 februari 2019                | 22 maart 2019                   | 19 juni 2019                        |
| 6.3                   | Confection           | 24 februari 2019                | 29 maart 2019                   | 26 juni 2019                        |
| 6.4                   | Degüello             | 3 maart 2019                    | 5 april 2019                    | 10 juli 2019                        |
| 7.1                   | Oracle               | 9 februari 2020                 | 27 maart 2020                   | 4 september 2021                    |
| 7.2                   | Raga                 | 16 februari 2020                | 3 april 2020                    | 18 september 2021                   |
| 7.3                   | Zenana               | 23 februari 2020                | 10 april 2020                   | 25 september 2021                   |
| 8.1                   | Striker              | 12 september 2021               |                                 | 4 maart 2023                        |
| 8.2                   | Scherzo              | 19 september 2021               |                                 | 11 maart 2023                       |
| 8.3                   | Terminus             | 26 september 2021               |                                 | 18 maart 2023                       |
| 9.1                   | Prelude              | 26 februari 2023                |                                 | 14 juli 2023                        |
| 9.2                   | Uniform              | 5 maart 2023                    |                                 | 15 juli 2023                        |
| 9.3                   | Exeunt               | 12 maart 2023                   |                                 | 15 juli 2023                        |